# بافل كوليكوف
بافل كوليكوف (بالروسية: Куликов, Павел Владимирович)‏ هو لاعب هوكي الجليد روسي، ولد في 14 يناير 1992 في نيجنكامسك في روسيا.

## وصلات خارجية
- بافل كوليكوف على موقع دوري الهوكي للقارات (الإنجليزية)
- بافل كوليكوف على موقع EliteProspects.com (الإنجليزية)
- بافل كوليكوف على موقع HockeyDB.com (الإنجليزية)